# Tommaso Fantacci
Tommaso Fantacci (Luca, Italia, 17 de marzo de 1997) es un futbolista italiano. Juega de centrocampista y su equipo actual es el Juve Stabia de la Serie C de Italia.

## Trayectoria

### Padova
El 27 de julio de 2016, Fantacci fue cedido al Padova de la Serie C por una temporada. El 3 de septiembre hizo su debut profesional en la Serie C con Padova como suplente reemplazando a Lius Maria Alfageme en el minuto 79 del empate 1-1 en casa contra AlbinoLeffe. El 24 de septiembre, Fantacci jugó su primer partido como titular con Padova en la victoria a domicilio por 1-0 sobre Gubbio, fue reemplazado por Domenico Germitale en el minuto 46. Fantacci terminó su préstamo de toda la temporada al Padova con solo 5 apariciones, solo 1 como titular, todas en la Serie C.

### Prato
El 18 de agosto de 2017, Fantacci fue fichado por el Prato de la Serie C en condición de préstamo de una temporada. El 27 de agosto debutó con el Prato como suplente reemplazando a Alberto Marini en el minuto 51 de la derrota por 3-1 ante el Viterbese Castrense. El 3 de septiembre, Fantacci jugó su primer partido como titular con el Prato en el empate 1-1 en casa contra el Livorno, fue reemplazado por Matteo Cavagna en el minuto 61. El 4 de octubre jugó su primer partido completo con el Prato en la derrota en casa por 5-2 contra el Carrarese. El 5 de noviembre, Fantacci anotó su primer gol profesional, como suplente, en el minuto 79 de la derrota en casa por 4-1 ante el Piacenza. El 12 de noviembre marcó su segundo gol en el minuto 60 del empate 2-2 en casa contra el Arzachena. El 11 de febrero de 2018 marcó su tercer gol en el tercer minuto del empate 2-2 en casa contra el Pisa. Fantacci terminó su préstamo en Prato con 32 apariciones, 5 goles y 2 asistencias, pero Prato fue relegado en la Serie D.

### Carpi y Pistoiese
El 17 de agosto de 2018, Fantacci fue cedido al club Carpi de la Serie B por una temporada. Sin embargo, su préstamo se canceló durante las vacaciones de invierno de la temporada 2018-19, lo que dejó a Carpi con cualquier apariencia.
El 12 de enero de 2019, Fantacci fue cedido al Pistoiese de la Serie C por 6 meses. Ocho días después, el 20 de enero, debutó con el Pistoiese en la derrota a domicilio por 1-0 ante Lucchese, y Emmanuel Latte Lath lo sustituyó a los 68 minutos. Ocho días después, el 28 de enero, jugó su primer partido completo para el club en la victoria por 1-0 sobre el Gozzano. El 25 de febrero recibió una tarjeta roja en el minuto 54 de la derrota en casa por 2-0 ante el Robur Siena. Fantacci finalizó su préstamo a Pistoiese con 14 apariciones, todas como titular y 1 asistencia.

### Regreso a Empoli
Hizo su debut en la Serie B con el Empoli el 21 de diciembre de 2019 en el partido contra el Salernitana. Luego comenzó los siguientes dos juegos para Empoli, pero no apareció durante el resto de la temporada. A principios de la temporada 2020-21 de la Serie B, hizo una aparición tardía como suplente. También apareció dos veces para Empoli en Copa Italia en este período.

### Juve Stabia
El 5 de octubre de 2020, fue cedido a la Juve Stabia de la Serie C.

## Selección nacional

### Categorías inferiores
Fantacci representó a Italia en las categorías Sub-15, Sub-16, Sub-17, Sub-18 y Sub-19. El 21 de marzo de 2012, Fantacci hizo su debut en la categoría Sub-15 como suplente en sustitución de Federico Bonazzoli en el minuto 70 de la victoria por 1-0 en casa sobre Rusia Sub-15. El 6 de septiembre de 2012 hizo su debut en la categoría Sub-16 en la victoria a domicilio por 3-1 sobre Suiza Sub-16, fue reemplazado por Claudio Zappa en el minuto 73. El 28 de agosto de 2013 debutó en la categoría sub-17 en la victoria por 3-2 sobre Turquía sub-17, siendo sustituido por Nicolò Barella en el minuto 64. El 12 de mayo de 2015, Fantacci hizo su debut en la categoría Sub-18 como suplente reemplazando a Giuseppe Panico en el minuto 46 de la victoria en casa por 2-0 sobre Irán Sub-18. El 12 de agosto de 2015, Fantacci hizo su debut en la categoría Sub-19 en la victoria por 2-1 sobre Croacia Sub-18, fue reemplazado por Andrea Favilli en el minuto 46.

## Clubes
| Club                 | País   | Año         |
| -------------------- | ------ | ----------- |
| Empoli               | Italia | 2016 -      |
| Padova (cesión)      | Italia | 2016 - 2017 |
| Prato (cesión)       | Italia | 2017 - 2018 |
| Carpi (cesión)       | Italia | 2018 - 2019 |
| Pistoiese (cesión)   | Italia | 2019        |
| Juve Stabia (cesión) | Italia | 2020 -      |

## Estadísticas
| Club               | Temporada     | Liga          | Liga  | Liga  | Copa  | Copa  | Europa | Europa | Otros | Otros | Total | Total |
| Club               | Temporada     | División      | Part. | Goles | Part. | Goles | Part.  | Goles  | Part. | Goles | Part. | Goles |
| ------------------ | ------------- | ------------- | ----- | ----- | ----- | ----- | ------ | ------ | ----- | ----- | ----- | ----- |
| Padova (cesión)    | 2016–17       | Serie C       | 5     | 0     | 0     | 0     | —      | —      | —     | —     | 5     | 0     |
| Prato (cesión)     | 2017–18       | Serie C       | 32    | 5     | 0     | 0     | —      | —      | —     | —     | 32    | 5     |
| Carpi (cesión)     | 2018–19       | Serie B       | 0     | 0     | 0     | 0     | —      | —      | —     | —     | 0     | 0     |
| Pistoiese (cesión) | 2018–19       | Serie C       | 14    | 0     | —     | —     | —      | —      | —     | —     | 14    | 0     |
| Total carrera      | Total carrera | Total carrera | 51    | 5     | 0     | 0     | —      | —      | —     | —     | 51    | 5     |